# Зондербург (повіт)
Зо́ндербург, або Зондербу́рзький пові́т (нім. Kreis Sonderburg) — земельний повіт у Пруссії (1867—1871) та Німеччині (1871—1920). Повітовий центр — Зондербург. Розташовувався у Північному Шлезвігу (нині — південна частина Данії). Перебував у складі Шлезвіг-Гольштейської провінції (1867—1920). Створений 1867 року на основі управління і міста Гадерслебен як повіт. Входив до Шлезвізької урядової округи. У складі повіту перебувало 133 громади. Площа — 442,28 км². Населення — 39.909 осіб (1910); густота населення — 90 ос./км². Після поразки Німеччини у Першій Світовій війні відійшов Данії 1920 року за підсумками плебісциту.

## Історія
- 1868: створено повіт у складі Королівства Пруссія, Шлезвіг-Гольштейнська провінція, Шлезвігський урядовий округ.
- з 1871: Німецька імперія
- з 1918: Республіка
- Після поразки Німеччини у Першій Світовій війні країна уклала Версальський договір від 28 червня 1919 року, який вимагав провести на території Шлезвігу плебісцит населення про приналежність до Данії. 10 лютого 1920 року, під наглядом спостерігачів від представників Антанти, відбувся плебісцит у Північному Шлезвігу, так званій Зоні І, до якої входив Зондербурзький повіт. 77,1% населення повіту (17.100 осіб) проголосували за входження до складу Данії[1]. Проте більшість населення повітового центру, міста Зондербург — 56,2% мешканців (2.601 особа) — виявили бажання лишитися в Німеччині. 15 червня того ж року, всупереч волевиявленню зонденбуржців, весь Північний Шлезвіг, включно із Зондербурзьким повітом і містом перейшов під данський контроль[1].

## Населення
| Рік  | Осіб   | Лютерани     | Католики | Юдеї      | Данці        |
| ---- | ------ | ------------ | -------- | --------- | ------------ |
| 1890 | 32.177 | —            | 185 (1%) | 7 (0,02%) | 27.350 (85%) |
| 1900 | 32.868 | 32.497 (99%) | 335 (1%) | —         |              |
| 1910 | 39.909 | 38.805 (97%) | 901 (2%) | —         | —            |

## Влада

### Вибори до Рейхстагу
Відсотки голосів на виборах до Рейхстагу за виборчим округом Гадерслебен-Зондербург:
| Партія                     | 1907   | 1912   |
| -------------------------- | ------ | ------ |
| Імперська партія           | 31,5 % | 27,6 % |
| Соціал-демократична партія | 4,8 %  | 6,1 %  |
| Данська партія             | 63,4 % | 65,0 % |
| Невизначено                | -      | 1,2 %  |
| Інші                       | 0,3 %  | 0,1 %  |

### Ландрати
- 1868–1874: Christian Matthiesen
- 1874: Alfred von Saldern (1829–1904)
- 1874: Karl von Hollen (1839–1895)
- 1875–1879: Eduard von Magdeburg (1844–1932)
- 1881–1912: Adolf von Tschirschnitz (1837–1911)
- 1913–1920: Kurt Schönberg (1877–1948)